# حديقة الأسرة والطفولة
حديقة الأسرة والطفولة، تقع بمدينة دسوق في مصر، وتطل على نهر النيل - فرع رشيد. أنشئت عام 1982  على مساحة 4 أفدنة.

## الوصف العام
تُدار الحديقة من قِبل رئاسة ومركز ومدينة دسوق مباشرة. وبها عدد من المنشآت الخدمية، كمكتبة للطفل مجهزة لاستقبال الأطفال للإطلاع والاستعارة بها أكثر من 4000 كتاب، والدور العلوي قاعة لاستقبال كبار الزوار، وحديقة حيوان، وكافتيريات وحمامات عامة، وسينما مصغرة وقاعة حفلات، كما تحتوي على مرسى نيلي ومنطقة ألعاب للأطفال ومدينة ملاهي مصغرة. كذلك بها كبائن فندقية مخصصة للإيجار. كما بالحديقة فرعاً لنادي روتاري؛ التابع لشبكة نوادي روتاري الدولية، كما بالحديقة ركناً مخصصاً لهواة صيد الأسماك.

## معرض الصور

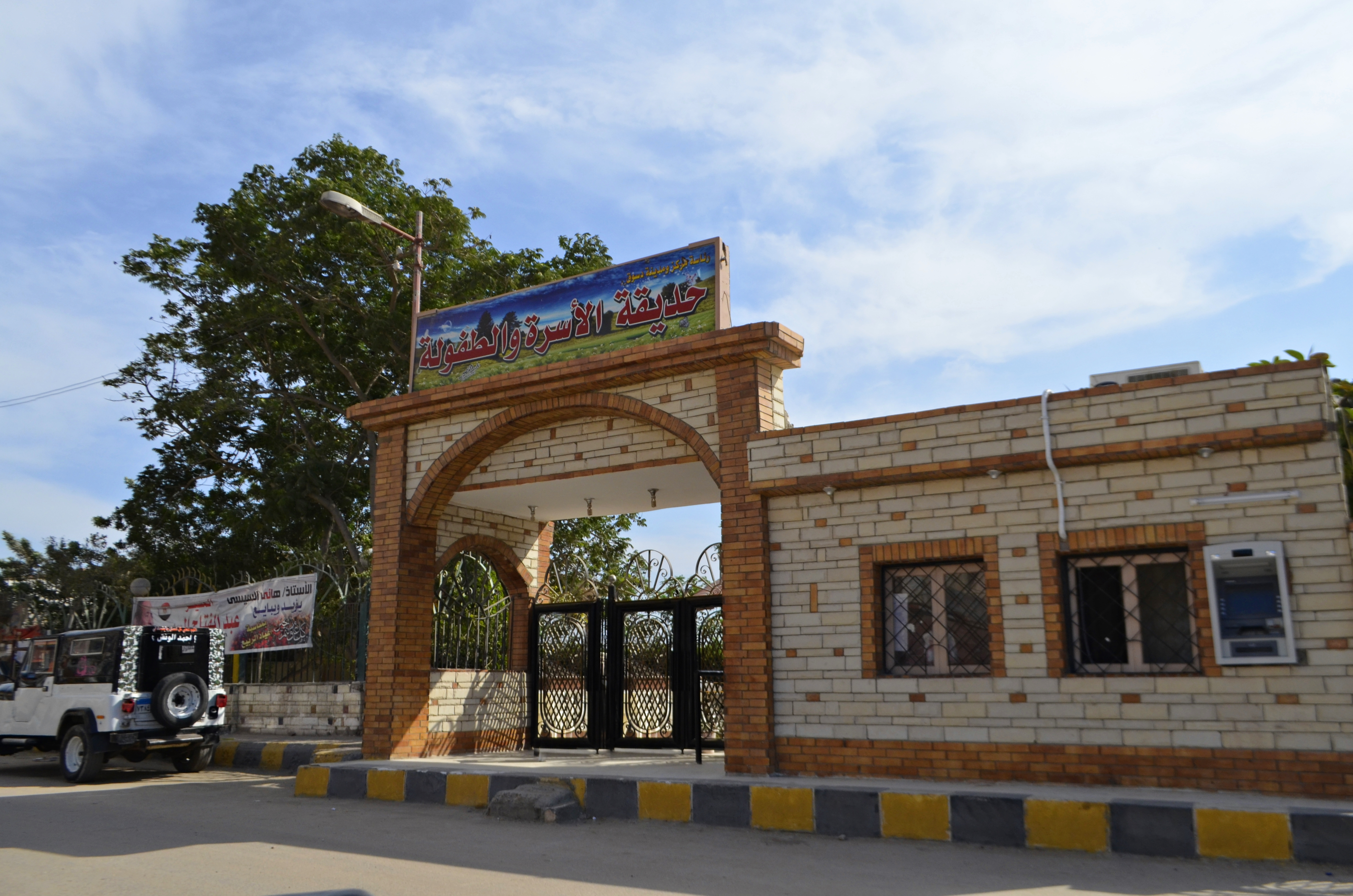
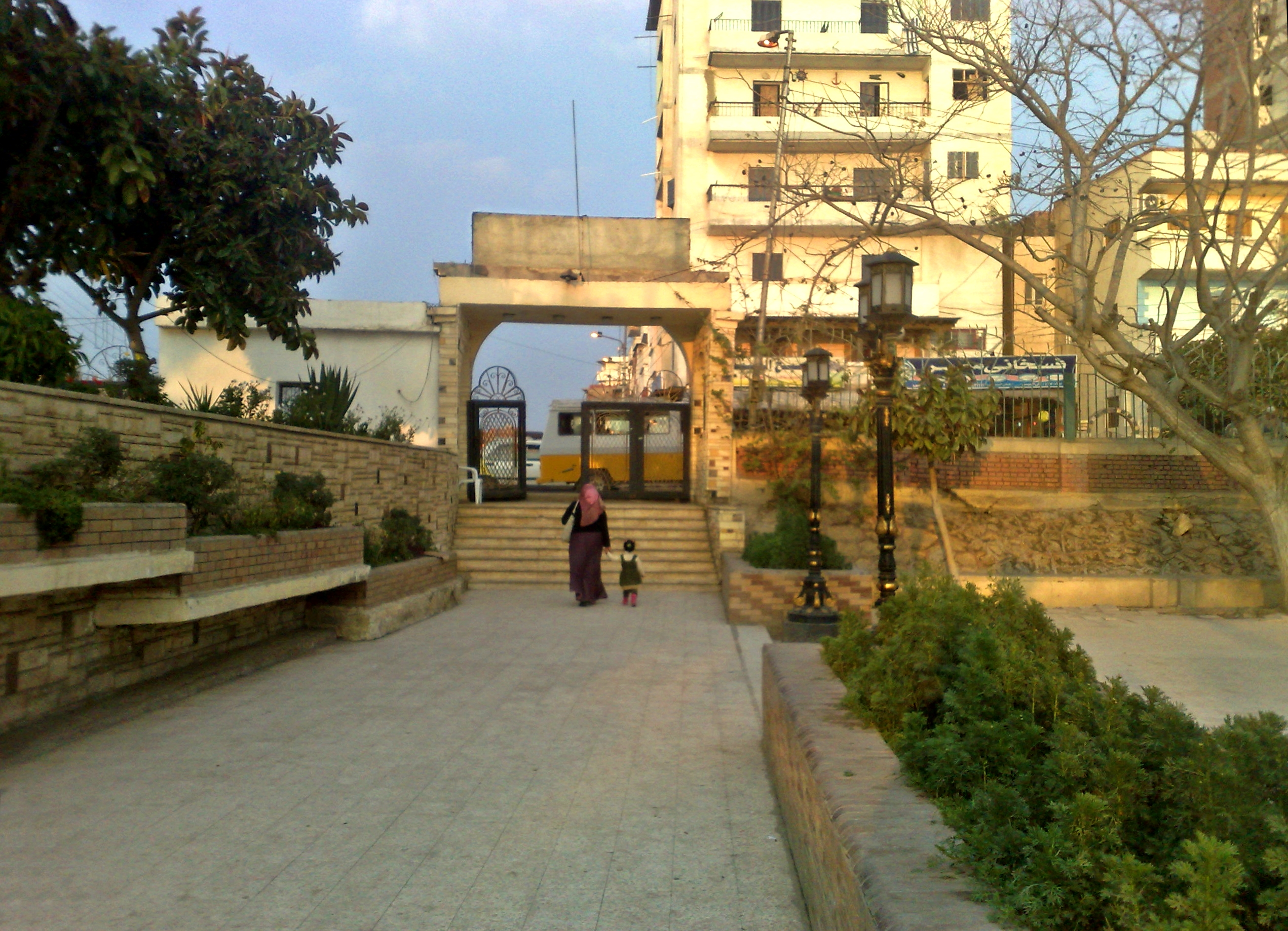
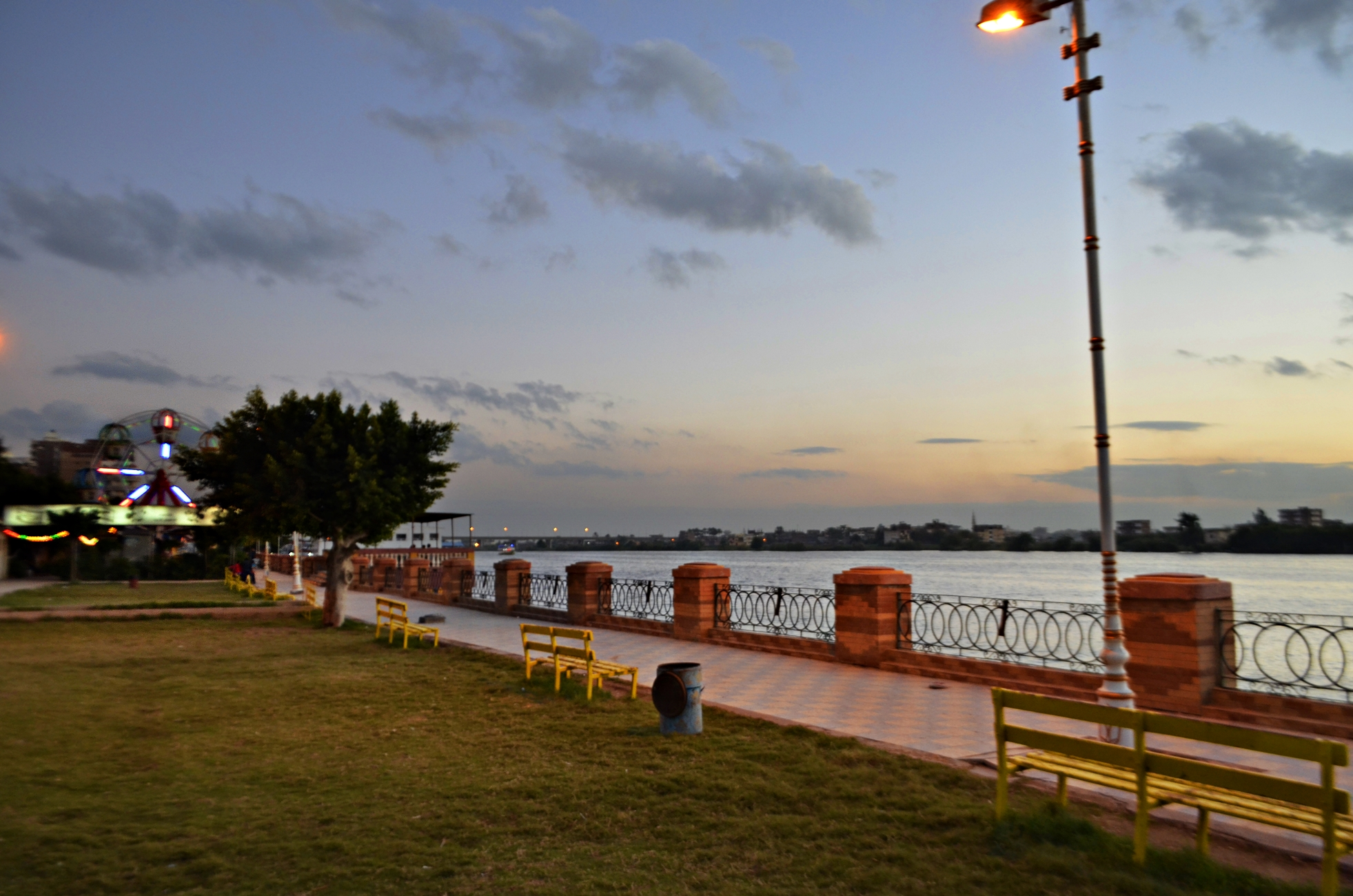
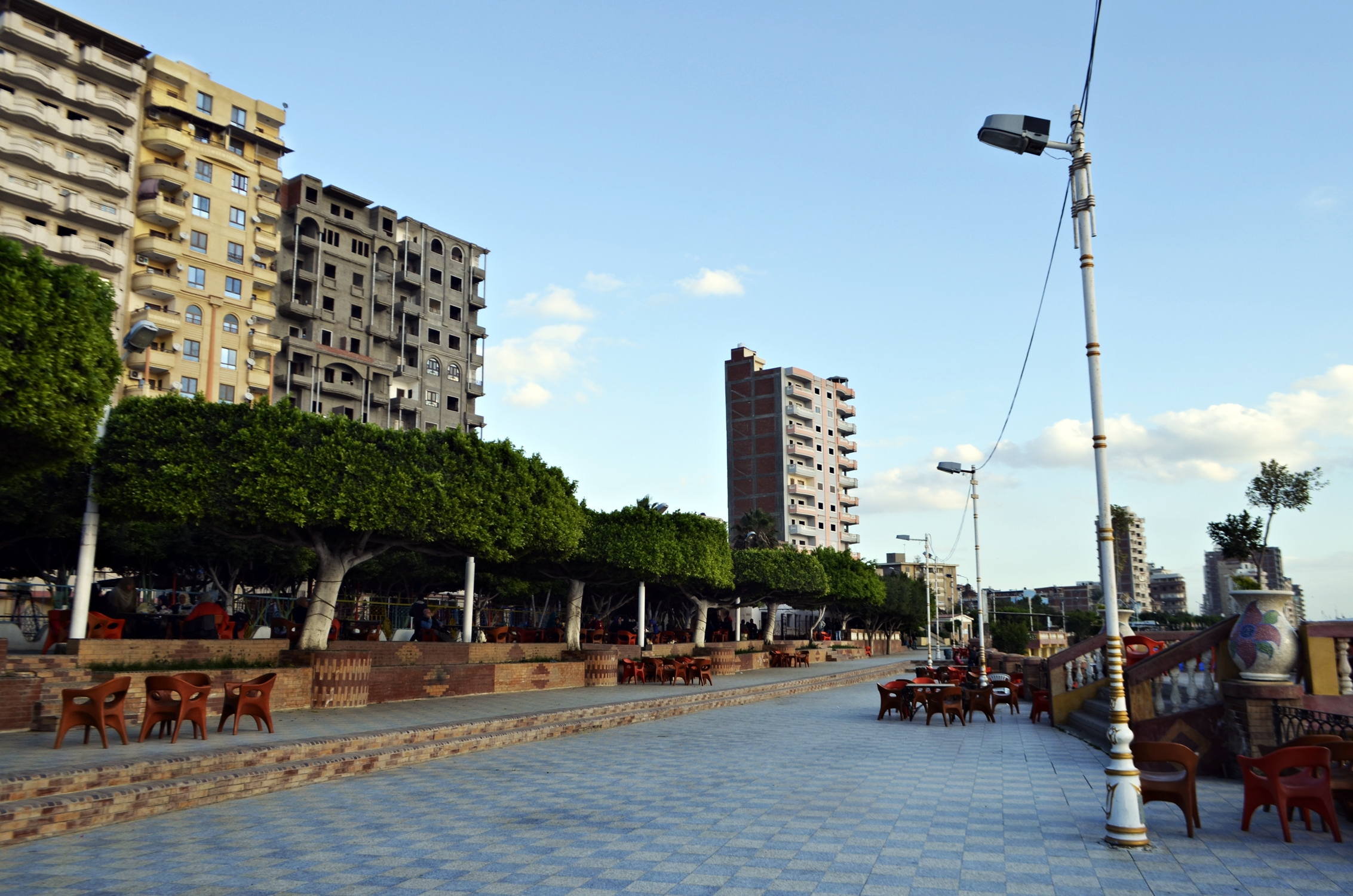
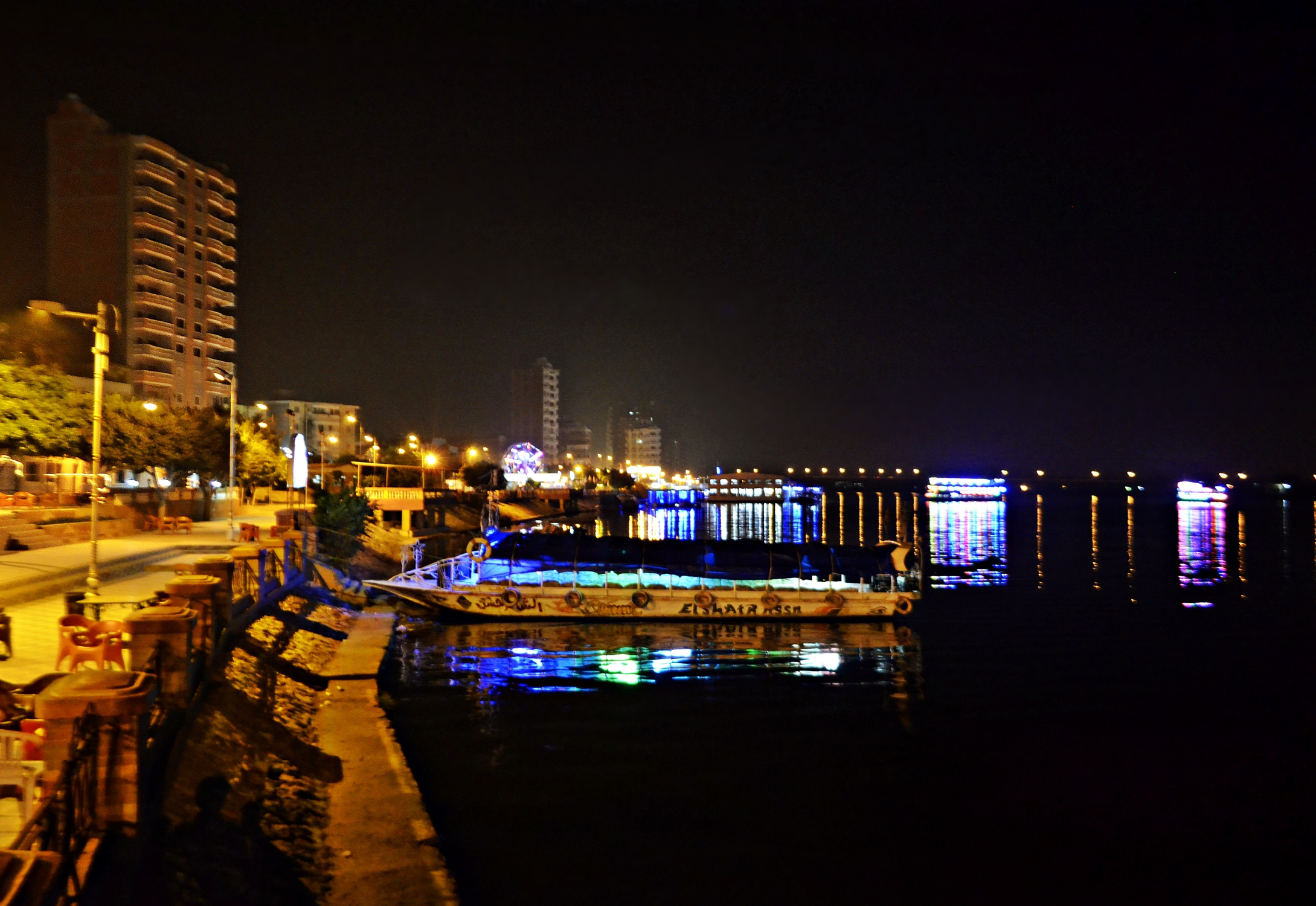